# Familie Schippers
De familie Schippers is een Nederlandse ondernemersfamilie afkomstig uit Bladel, in de provincie Noord-Brabant. De familie is voornamelijk actief in de agrarische sector en vastgoedontwikkeling, onder andere via het bedrijf The Schippers Group (voorheen MS Schippers) en vastgoedonderneming SchipVast.

## The Schippers Group
In 1966 richtte Martien Schippers het bedrijf MS Schippers op in Bladel. Het bedrijf begon met de verkoop van sigaren en agrarische producten aan boeren. In de jaren daarop ontwikkelde het zich tot een internationale leverancier van producten en diensten voor de veehouderij. Sinds 2024 opereert het bedrijf onder de naam The Schippers Group en is het actief in meer dan veertig landen. The Schippers Group richt zich op de verbetering van hygiëne in de veehouderij en op het terugdringen van antibioticagebruik. Het bedrijf beschikt over eigen demonstratiebedrijven waar hygiëneconcepten worden toegepast en onderzocht. De leiding is in handen van de tweede generatie van de familie. In 2024 ontving The Schippers Group de eerste Wim van der Leegte Award, een prijs voor innovatieve bedrijven in de regio Zuidoost-Brabant.

## SchipVast
Naast agrarische activiteiten is de familie Schippers actief in de vastgoedsector via het bedrijf SchipVast. Deze onderneming beheert huurwoningen in de Brabantse Kempen, met een nadruk op het middenhuursegment. SchipVast werkt onder andere samen met gemeenten in de regio aan woningbouwprojecten. 

## Onderscheiding
Martien Schippers werd in 2016 benoemd tot Officier in de Orde van Oranje-Nassau. De onderscheiding werd uitgereikt bij het 50-jarig bestaan van MS Schippers, onder andere vanwege zijn bijdrage aan de agrarische sector en de werkgelegenheid in de regio.